# Rauhiella silvana
Rauhiella silvana är en orkidéart som beskrevs av Antonio Luiz Vieira Toscano. Rauhiella silvana ingår i släktet Rauhiella och familjen orkidéer. Inga underarter finns listade i Catalogue of Life.